# Filemón Santiago
Filemón Santiago (San José Sosola, Etla, Oaxaca, 1958) es un pintor mexicano.

## Biografía
En 1973 estudió en la sección de Artes Plásticas de la Universidad Autónoma Benito Juárez de Oaxaca. De 1974 a 1979 estudió en el taller de Rufino Tamayo, dirigido por Roberto Donis junto a otros artistas como Cecilio Sánchez, Ariel Mendoza y Felipe de Jesús Morales, entre otros. A los 20 años partió a Chicago, en donde permaneció por un espacio de doce años, para luego volver a Oaxaca donde reside.